# Lijst van brutoformules M
Dit lemma is onderdeel van de lijst van brutoformules. Dit lemma behandelt de brutoformules van Md tm Mt.

## Md
| Brutoformule                            | Gewone formule             | Naam |
| --------------------------------------- | -------------------------- | --- |
| {\displaystyle {\ce {Md}}}              | {\displaystyle {\ce {Md}}} | Mendelevium |
| {\displaystyle {\ce {Md}}} isotopen van | {\displaystyle {\ce {Md}}} | Isotopen van mendelevium 245Md · 246Md · 247Md · 248Md · 249Md · 250Md · 251Md · 252Md · 253Md · 254Md 255Md · 256Md · 257Md · 258Md · 259Md · 260Md · 261Md · 262Md |

## Mg
| Brutoformule                         | Gewone formule                        | Naam |
| ------------------------------------ | ------------------------------------- | --- |
| {\displaystyle {\ce {Mg}}}           | {\displaystyle {\ce {Mg}}}            | Magnesium Stikstof, vuurverschijnselen bij de reactie van magnesium met ~                                                                                                  |
| {\displaystyle {\ce {Mg}}}-isotopen  | {\displaystyle {\ce {Mg}}}            | Isotopen van magnesium 19Mg · 20Mg · 21Mg · 22Mg · 23Mg · 24Mg · 25Mg · 26Mg · 27Mg · 28Mg 29Mg · 30Mg · 31Mg · 32Mg · 33Mg · 34Mg · 35Mg · 36Mg · 37Mg · 38Mg 39Mg · 40Mg |
| {\displaystyle {\ce {Mg}}}-mineralen | {\displaystyle {\ce {Mg}}}            | Magnesiumhoudend mineraal |
| {\displaystyle {\ce {MgMnSi2O6}}}    | {\displaystyle {\ce {MgSiO3.MnSiO3}}} | Kanoiet |
| {\displaystyle {\ce {MgN2O6}}}       | {\displaystyle {\ce {Mg(NO3)2}}}      | Magnesiumnitraat |
| {\displaystyle {\ce {MgO}}}          | {\displaystyle {\ce {MgO}}}           | Magnesiumoxide ~ als kieseriet; Periklaas ~ in bereiding van magnesium Ionaire binding in ~                                                                                |
| {\displaystyle {\ce {MgO2}}}         | {\displaystyle {\ce {MgO2}}}          | Magnesiumperoxide |
| {\displaystyle {\ce {MgO3Si}}}       | {\displaystyle {\ce {MgSiO3}}}        | Magnesiumsilicaat ~ in enstatiet |
| {\displaystyle {\ce {MgO3S}}}        | {\displaystyle {\ce {MgSO3}}}         | Magnesiumsulfiet |
| {\displaystyle {\ce {MgO4S}}}        | {\displaystyle {\ce {MgSO4}}}         | Magnesiumsulfaat ~ Meridianiiet |
| {\displaystyle {\ce {MgO6Sb2}}}      | {\displaystyle {\ce {Mg(SbO3)2}}}     | Magnesiumantimonaat ~ als antimonaat |
| {\displaystyle {\ce {MgO7U2}}}       | {\displaystyle {\ce {Mg(U,sub>2O7)}}} | Magnesiumdiuranaat |
| {\displaystyle {\ce {MgS}}}          | {\displaystyle {\ce {MgS}}}           | Magnesiumsulfide |
| {\displaystyle {\ce {Mg2O4Si}}}      | {\displaystyle {\ce {Mg2SiO4}}}       | Forsteriet |
| {\displaystyle {\ce {Mg3N2}}}        | {\displaystyle {\ce {Mg3N2}}}         | Magnesiumnitride |
| {\displaystyle {\ce {Mg3P2}}}        | {\displaystyle {\ce {Mg3P2}}}         | Magnesiumfosfide ~ als biocide |

## Mn
| Brutoformule                         | Gewone formule                    | Naam |
| ------------------------------------ | --------------------------------- | --- |
| {\displaystyle {\ce {Mn}}}           | {\displaystyle {\ce {Mn}}}        | Mangaan ~ Mangaanknol |
| {\displaystyle {\ce {Mn}}}-isotopen  | {\displaystyle {\ce {Mn}}}        | Isotopen van mangaan 44Mn · 45Mn · 46Mn · 47Mn · 48Mn · 49Mn · 50Mn · 51Mn · 52Mn · 53Mn 54Mn · 55Mn · 56Mn · 57Mn · 58Mn · 59Mn · 60Mn · 61Mn · 62Mn · 63Mn 64Mn · 65Mn · 66Mn · 67Mn · 68Mn · 69Mn |
| {\displaystyle {\ce {Mn}}}-mineralen | {\displaystyle {\ce {Mn}}}        | Mangaanhoudend mineraal |
| {\displaystyle {\ce {MnN2O6}}}       | {\displaystyle {\ce {Mn(NO3)2}}}  | Mangaan(II)nitraat |
| {\displaystyle {\ce {MnNaO4}}}       | {\displaystyle {\ce {NaMnO4}}}    | Natriumpermanganaat |
| {\displaystyle {\ce {MnNa2O4}}}      | {\displaystyle {\ce {Na2MnO4}}}   | Natriummanganaat |
| {\displaystyle {\ce {MnNa3O4}}}      | {\displaystyle {\ce {Na3MnO4}}}   | natriumtetraoxomanganaat(V) ~ in bereiding natriummanganaat |
| {\displaystyle {\ce {MnO}}}          | {\displaystyle {\ce {MnO}}}       | Mangaan(II)oxide |
| {\displaystyle {\ce {MnO2}}}         | {\displaystyle {\ce {MnO2}}}      | Mangaan(IV)oxide ~ Ook wel: bruinsteen ~ IUPAC: mangaan(IV)oxide ~ in pyrolusiet |
| {\displaystyle {\ce {MnO4}}}         | {\displaystyle {\ce {MnO4^{2-}}}} | Manganaat |
| {\displaystyle {\ce {MnO4}}}         | {\displaystyle {\ce {MnO4^{-}}}}  | Permanganaat |
| {\displaystyle {\ce {MnO4S}}}        | {\displaystyle {\ce {MnSO4}}}     | Mangaan(II)sulfaat |

## Mo
| Brutoformule                         | Gewone formule                    | Naam |
| ------------------------------------ | --------------------------------- | --- |
| {\displaystyle {\ce {Mo}}}           | {\displaystyle {\ce {Mo}}}        | Molybdeen ~ uit molybdeniet |
| {\displaystyle {\ce {Mo}}}-isotopen  | {\displaystyle {\ce {Mo}}}        | Isotopen van molybdeen 83Mo · 84Mo · 85Mo · 86Mo · 87Mo · 88Mo · 89Mo · 90Mo · 91Mo · 92Mo 93Mo · 94Mo · 95Mo · 96Mo · 97Mo · 98Mo · 99Mo · 100Mo · 101Mo · 102Mo 103Mo · 104Mo · 105Mo · 106Mo · 107Mo · 108Mo · 109Mo · 110Mo · 111Mo · 112Mo 113Mo · 114Mo · 115Mo |
| {\displaystyle {\ce {Mo}}}-mineralen | {\displaystyle {\ce {Mo}}}        | Molybdeenhoudend mineraal |
| {\displaystyle {\ce {MoNa2O4}}}      | {\displaystyle {\ce {Na2MoO4}}}   | Natriummolybdaat |
| {\displaystyle {\ce {MoO3}}}         | {\displaystyle {\ce {MoO3}}}      | Molybdeen(VI)oxide ~ als Molybdeniet |
| {\displaystyle {\ce {MoO4}}}         | {\displaystyle {\ce {MoO4^{2-}}}} | molybdaat |
| {\displaystyle {\ce {MoO4Pb}}}       | {\displaystyle {\ce {PbMoO4}}}    | Lood(II)molybdaat ~ als Wulfeniet |
| {\displaystyle {\ce {MoS2}}}         | {\displaystyle {\ce {MoS2}}}      | Molybdeen(IV)sulfide ~ als glijmiddel ~ in molybdeniet |

## Mt
| Brutoformule                        | Gewone formule             | Naam |
| ----------------------------------- | -------------------------- | --- |
| {\displaystyle {\ce {Mt}}}          | {\displaystyle {\ce {Mt}}} | Meitnerium |
| {\displaystyle {\ce {Mt}}}-isotopen | {\displaystyle {\ce {Mt}}} | Isotopen van meitnerium 266Mt · 267Mt@ · 268Mt · 269Mt@ · 270Mt · 261Mt@ · 262Mt@ · 263Mt@ · 274Mt · 275Mt · 276Mt · 278Mt @: isotoop (nog) niet beschreven in de literatuur (december 2021) |